# Eden Park (marque)
Pour les articles homonymes, voir Eden Park (homonymie).
Eden Park est une marque française de prêt-à-porter inspirée par le rugby et exploitée par la société Flanker.

## Historique

### 1988: création de la marque
La marque a été fondée le 25 octobre 1988 par des joueurs de rugby à XV (Franck Mesnel, Éric Blanc, Philippe Guillard, Yvon Rousset et Jean-Baptiste Lafond) du Racing club de France,. Elle tire son patronyme du stade de Nouvelle-Zélande où jouent les All Blacks, l'Eden Park d'Auckland où se disputa la première finale de la coupe du monde de rugby en 1987 mettant en scène la France et la Nouvelle-Zélande. La marque est présente dans une trentaine de pays.

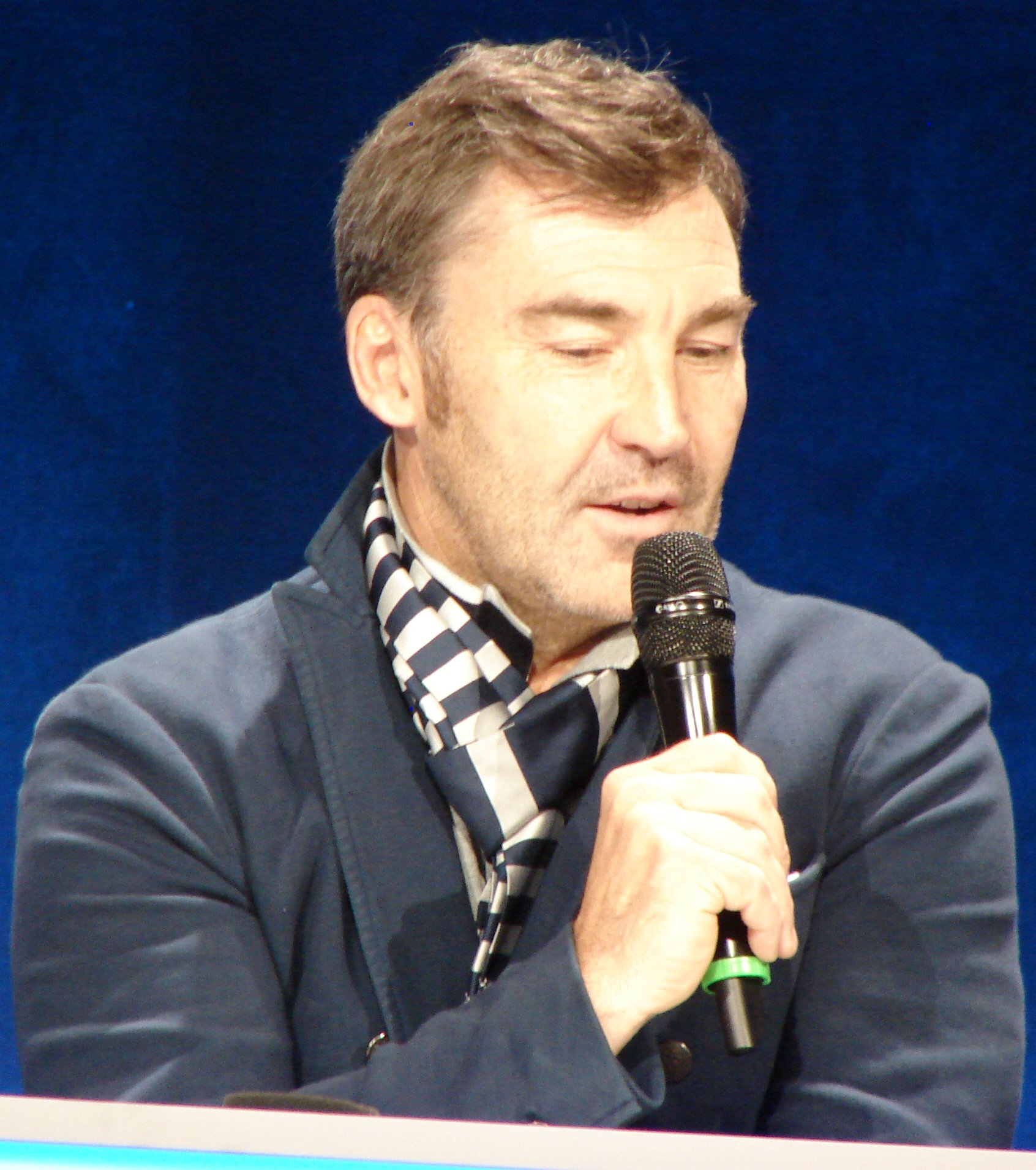
Franck Mesnel cofondateur d'Eden Park.

### 1989: ouverture de la première boutique à Paris
Franck Mesnel, 27 ans à l'époque et vice-champion du monde de Rugby, ainsi que son coéquipier Eric Blanc décident de déposer la marque Eden Park en novembre 1988, puis ouvrent une première boutique Eden Park rue de Courcelles à Paris 17e l'année suivante.

### 1990: ouverture de la première boutique franchisée à Grenoble
Franck Mesnel devient champion de France avec le Racing en 1990 un an avant l'ouverture de la première boutique en franchise, à Grenoble.
Création du Pub Eden Park rue Princesse à Paris en 1992. Cette année marque également l'apparition de la concurrence avec la création de la marque du rugbyman Serge Blanco ; puis, trois ans après, le premier partenariat avec Peugeot pour la 306 Eden Park, et une 4e boutique en nom propre rue de Buci à Paris et cette même année la première boutique à l'étranger à Londres.
Ouverture du show-room Eden Park pour les acheteurs professionnels en 1996. L'année suivante, arrivée de la 806 Eden Park, second partenariat de la marque avec le fabricant automobile français.
Le nombre de boutiques en nom propre progresse, avec en 1998 les villes de Strasbourg et Marseille.
Un an après, lancement de la ligne féminine « For Her ».
Le siège social est agrandi en 2002, et de nouveaux bureaux sont créés. La ligne de cosmétiques pour hommes arrivera 4 ans plus tard.
L'expansion à l'étranger continue durant l'année 2007 avec l'ouverture de deux franchises, ainsi que trois corners à Taïpei (Taiwan), ainsi que de nouveau l'apport de la marque sur un véhicule avec la commercialisation par le fabricant japonais de la Toyota Land Cruiser Eden Park. La même année, le siège et le show-room sont déménagés rue de Mont-Louis, à Paris.
L'ouverture de franchises continue en 2011 avec l'implantation dans la ville de Béziers pour atteindre le nombre de 52 boutiques en France (dont 33 en franchise), mais aussi à l'étranger avec Casablanca ou Tunis. L'année suivante, un partenariat est signé pour la production d'une série de véhicules avec la marque Range Rover.
À fin octobre 2018, elle dispose de 15 points de vente en France hors franchises.
La marque habille l'Équipe de France féminine de rugby, ainsi que les équipes de France, du pays de Galles, et d'Irlande pour l'après-match.